# John Ausonius
John Ausonius de naixement Wolfgang Alexander Zaugg (Lidingö, Suècia, 12 de juliol de 1953) és l'autor d'una sèrie d'atacs racistes comesos entre l'agost del 1991 i el gener del 1992 a les ciutats d'Estocolm i Uppsala, dels que en resultà l'assassinat d'un home, nou intents d'assassinat i nou atracaments. Els mitjans de comunicació el van batejar amb l'àlies de L'home del làser (suec: Lasermannen) ja que utilitzava una arma equipada amb una mira làser. La investigació que va seguir als atacs es va convertir en la més gran des de l'assassinat d'Olof Palme, finalment va ser detingut el 12 de juny de 1992 i condemnat a cadena perpètua el gener de 1994.

## Orígens
Ausonius va néixer amb el nom de Wolfgang Alexander Zaugg a Lidingö, a l'est d'Estocolm, Suècia. Fill de pare suís i mare alemanya que havien emigrat a Suècia als anys 50. Va créixer a Vällingby, un suburbi obrer d'Estocolm. Va anar al col·legi Alemany d'Estocolm, una escola privada, però va abandonar els estudis abans de graduar-se. Més tard va completar la seva educació secundària en un programa d'educació d'adults. Ausonius va ser acceptat a l'Institut Reial de Tecnologia (KTH), però va deixar-lo després d'un parell d'anys d'estudi. Com adult, es va blanquejar el seu cabell fosc, va usar lents de contacte blaves i legalment va canviar-se el nom. Inicialment, va canviar el seu nom pel de John Wolfgang Alexander Stannerman, i més tard pel de John Wolfgang Alexander Ausonius. Tots dos canvis de nom foren per disfressar el seu origen no suec.
Va treballar en diverses feines mal pagades, com a taxista o projeccionista de cinema, però més tard va començar la negociació d'accions i bons. El seu talent per al mercat de valors li va fer guanyar ràpidament una fortuna. A la fi dels anys 1980 era propietari d'un apartament de luxe, un Toyota Supra, i un telèfon mòbil (abans de la dècada de 1990, un dispositiu d'aquest tipus era un article de luxe). No obstant això, les inversions mal triades van anar esgotant la seva fortuna. Això s'agreujà encara més per una addicció als jocs d'atzar. Amb els recursos acabats, va tornar a robar per mantenir el seu estil de vida. En total va realitzar més de divuit robatoris, en gran part de manera idèntica. I al llarg dels anys va anar desenvolupant un odi a comunistes, socialdemòcrates, i immigrants.

## Els atacs
Entre 1981 i 1982, Ausonius va servir a l'exèrcit suec i fou on va aprendre a utilitzar armes. No obstant això, les armes que va utilitzar per als atacs eren de mala qualitat, molt probablement degut a les modificacions que hi va fer. Ell mateix va retallar el canó del seu primer rifle perquè fos més curt, i va muntar un silenciador al revòlver Smith & Wesson. Aquestes modificació poden haver estat la clau dels fracassos a l'hora de matar la majoria de les seves víctimes, ja que desviaven la trajectòria de la bala.
- 3 d'agost de 1991: Ausonius va disparar a David Gebremariam, un immigrant de 21 anys originari d'Eritrea. Gebremariam va sobreviure.[2] Dos dels seus amics van comentar que abans de sentir el tret havien vist una llum de color vermell sobre la seva esquena.

- 21 d'octubre de 1991: Shahram Khosravi, un estudiant de 25 anys originari de l'Iran, va ser tirotejat a la cara davant un edifici de la Universitat d'Estocolm. Khosravi també va sobreviure a l'atac.[2]

- 27 d'octubre de 1991: Dimitrios Karamalegos, un sense sostre originari de Grècia, va ser tirotejar dos cop a l'estómac.[2] Tot i la feriva va poder sobreviure. Karamalegos també va explicar que va veure una llum vermella abans de sentir els trets.

- 1 de novembre de 1991: A plena llum de dia, Ausonius va entrar a la cuina d'un restaurant situat en una antiga fàbrica de cervesa i va tirotejar a Heberson Vieira Da Costa, un músic originari del Brasil. Da Costa va rebre un tret a la cara i diversos a l'estómac.[2] També va tenir la sort de sobreviure i gràcies a ell i a una testimoni, aquest cop la policia va poder comptar amb un retrat robot de John Ausonius.

- 8 de novembre de 1991: Aquest cop va disparar a boca de canó a Jimmy Ranjbar, un altre estudiant originari de l'Iran, al clatell. El qual va morir l'endemà. Fou el primer i únic assassinat que va provocar.[2]

Entre aquesta primera tanda d'atacs i la següent, John Ausonius va fer realitat un dels seus somnis, va marxar a Sud-àfrica a veure animals salvatges.
- 22 de gener de 1992: A Uppsala, Ausonius es va acostar a una parella que estava a l'exterior d'un café als jardins Linnaeus, i va disparar al cap d'Erik Bongcam-Rudloff, un doctor en medicina i investigador suec d'origen xilè.[2] Bongcam-Rudloff va sobreviure i actualment col·labora en diversos grups internacionals sobre bioinformàtica[5]

- 23 de gener de 1992: L'endemà mateix, a Estocolm, Ausonius va disparar en ple dia a Charles Dhlakama, un conductor d'autobús originari de Zimbabwe. Dhlakama va ser tirotejat al pit, però també va tenir la sort de sobreviure. Aquell mateix vespre també va ferir dos homes més dins un club somalí.[2]

- 28 de gener de 1992: Va tirotejar a Isa Aybar, un immigrant d'origen turc, quatre cops al cap i al braç. Tot i les serioses ferides, Aybar va poder avisar ell mateix la policia i sobreviure a l'atac.[2]

- 30 de gener de 1992: Va tirotejar a Hasan Zatara al barri de Hägerstensåsen d'Estocolm, propietari d'un quiosc d'origen palestí, al cap. Fet que li va provocar una paràlisi, però no la mort. Aquest va ser l'últim dels atacs.

## Arrest i judici
La policia va iniciar una investigació i recerca massiva (la segona més important, només superada per la de l'assassinat d'Olof Palme). El 12 de juny de 1992, durant el robatori a un banc, John Ausonius va ser detingut. Durant el judici va atacar al seu advocat, motiu pel qual va passar la resta del judici emmanillat. Va ser declarat culpable d'assassinat i de robatori, però no van poder vincular-lo a tots els tirotejos (va confessar-los tots l'any 2000). Fou condemnat a cadena perpètua i empresonat a la presó d'alta seguretat de Kumla. El juny de 2012, va ser traslladat a la presó d'Österåker on roman actualment.
Ausonius ha fet la sol·licitud fins a tres ocasions, el 2008, 2010 i 2012, perquè la seva sentència de cadena perpètua fos commutada per un termini fix. El tribunal ho va rebutjar en totes tres ocasions.

## La confessió
Després de més de vuit anys d'entrar a presó, l'agost de 2000, John Ausonius va confessar ser l'autor dels atacs racistes i dels atracaments. Poc després, el periodista suec d'origen hongarès, Gellert Tamas va contactar amb ell a la presó. Tots dos es varen reunir diverses vegades, fet que va portar a Tamas a escriure un llibre, publicat el 2002, sobre l'home del làser i el que ell anomena "període molt especial en la història contemporània de Suècia". On trobem un retrat exhaustiu de la visa de John Ausonius i el seu origen no suec, així com l'onada de sentiments xenòfobs que va envair el país a la dècada dels anys 90 amb l'èxit del partit d'extrema dreta Nova Democràcia (suec: Ny Demokrati) a les eleccions legislatives de 1991.

## Televisió
El 2005, la televisió pública sueca STV va adaptar el llibre L'assassí del làser. Una història real de Gellert Tamas, que s'havia convertit en un èxit de vendes, a una mini sèrie de televisió titulada "Lasermannen" i que s'estrenà el 23 de novembre del mateix any.